# Torso viril II
El Torso viril II es un boceto para escultura realizado en terracota (h 22,5 cm) atribuido a Miguel Ángel, datado en torno al 1513 y conservado en la Casa Buonarroti en Florencia. 

## Historia y descripción
La obra se encuentra desde un tiempo no precisado en la casa Buonarroti y en los viejos inventarios no se hace ninguna hipótesis sobre su atribución. Fue Charles de Tolnay quien en 1954 avanzó una atribución dirigida al maestro basándose sobre una copia del siglo XVI de la obra en un dibujo al Gabinete de los Dibujos y de las Prensas de los Uffizi (n. 18358 F). Análogamente al Torso viril I, la obra se pone en relación con las Prisiones realizadas para el segundo proyecto de la tumba de Julio II. Respeto al otro boceto, sin embargo, éste presenta un grado de acabado menor. 
Se trata de un cuerpo masculino desnudo, carente de cabeza, piernas y brazos. Un estiramiento hacia arriba ha hecho pensar en un modelo para la escultura del Esclavo que se despierta.

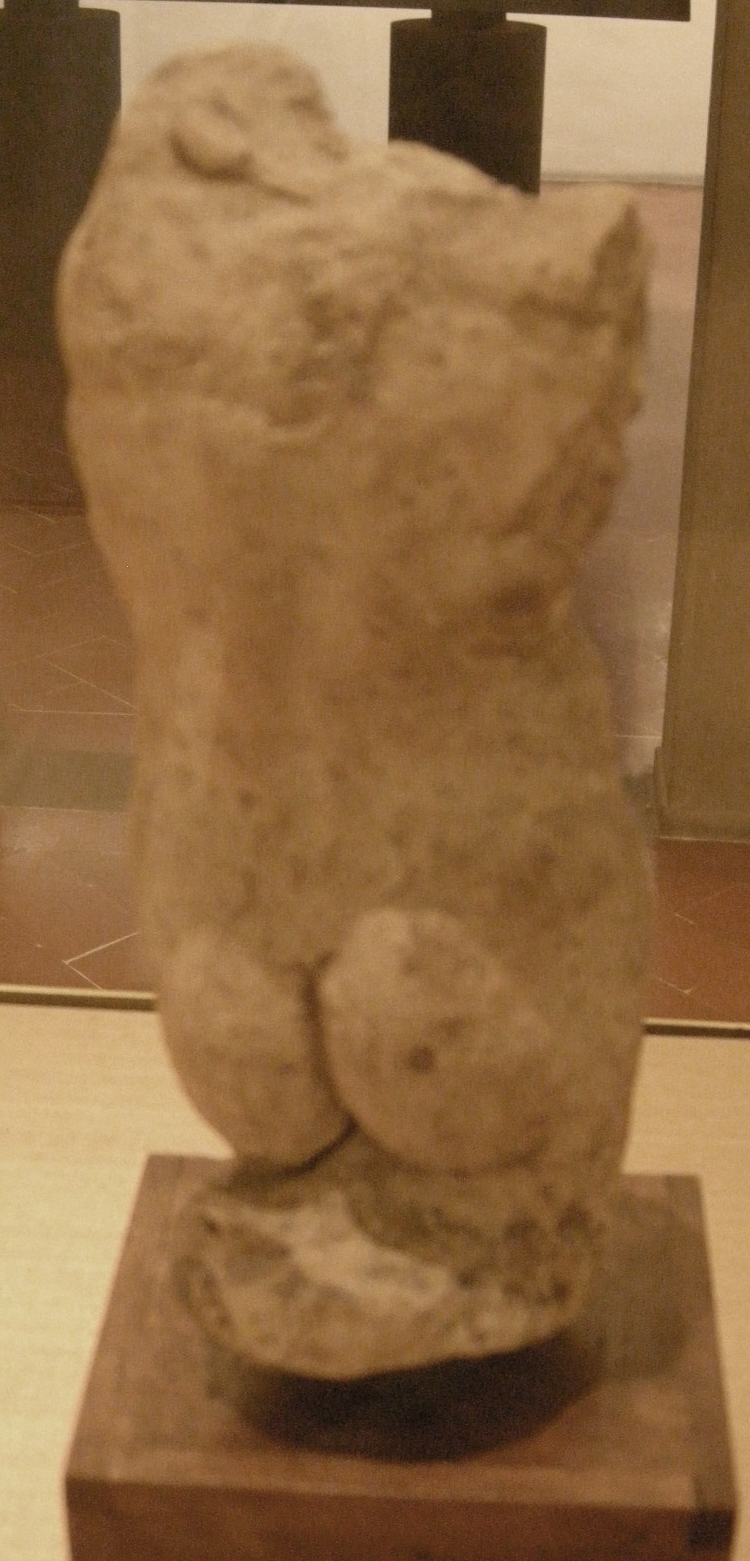
Espalda